# Hotel Lunik
Das Hotel Lunik in Eisenhüttenstadt ist ein 1963 fertiggestelltes und denkmalgeschütztes  Bauwerk im Stil der Moderne. Es diente als Hotel, Kultur- und Gesellschaftseinrichtung für die damals neuerbaute Wohnstadt des Eisenhüttenkombinats Ost (EKO).
Das Gebäude wurde bis Ende 1990 durch die staatliche HO als HO-Hotel betrieben. Der Hotelbetrieb wurde im Jahr 2000 eingestellt.

## Lage
Das Hotel befindet sich im Zentrum von Eisenhüttenstadt in Nachbarschaft zum Lindenzentrum (erbaut als Textilkaufhaus) und dem Rathaus (erbaut als Haus der Parteien und Massenorganisationen). Zusammen mit dem Lindenzentrum bildet es das „Eingangstor“ zur Lindenallee, der Haupteinkaufsstraße der Stadt, vom Zentralen Platz aus. Die Adresse lautet, damals wie heute, Straße der Republik 35a.
Die zeitweise in den Räumen des ehemaligen Konzertcafés in den 1990er Jahren bestehende Filiale der Drogeriekette Rossmann hatte die Adresse Straße der Republik 34a. Diese Hausnummer existiert heute nicht mehr.

## Name
In den Bauunterlagen taucht lediglich die Bezeichnung Hotel, später Hotel Stalinstadt auf. Eine Farbstudie aus dem Jahr 1958 bezeichnet das Gebäude als Hotel Kriwoi Rog, nach dem russischen Namen der ukrainischen Großstadt Krywyj Rih, von wo das EKO das Roherz zur Stahlerzeugung bezog.
Der Rat der Stadt als Bauherr beschäftigte sich 1959–1960 in seinen Ratssitzungen mit dem Namen des Hotels. Der Name Hotel Lunik wurde schließlich über ein Preisausschreiben am 4. März 1960 gefunden. Weitere Vorschläge lauteten Hotel international und Hotel Glück Auf. Das Wort Lunik stammt transkribiert aus dem russischen und bedeutet „kleiner Mond“. Das Gebäude steht somit im Zeitgeist der späten 1950er und 1960er Jahre mit dem Wettlauf ins All (erste sowjetische Lunik-Missionen).

## Bau- und Planungsgeschichte
Die Projektierung erfolgte durch das Entwurfsbüro Hochbau II in Berlin. Frühe Zeichnungen stammen von Hermann Enders (1956), spätere von Willi Stamm (1957) und Herbert Härtel (1958). Die tatsächlichen Ausführungszeichnungen sind auf die Jahre 1959–1960 datiert.
Bereits 1956 wurden Bohrungen im Bereich der Magistrale (Lindenallee) durchgeführt.
Geplanter Baustart für das Hotel war am 15. Oktober 1959. 1961 stand das Bettenhaus im Rohbau. Die Fertigstellung des Bettenhauses einschließlich des Haupteingangs war im Juli 1963. Letzte Arbeiten zur Fertigstellung des Konzertcafés erfolgten bis 1964.

## Betrieb als HO-Hotel bis 1990

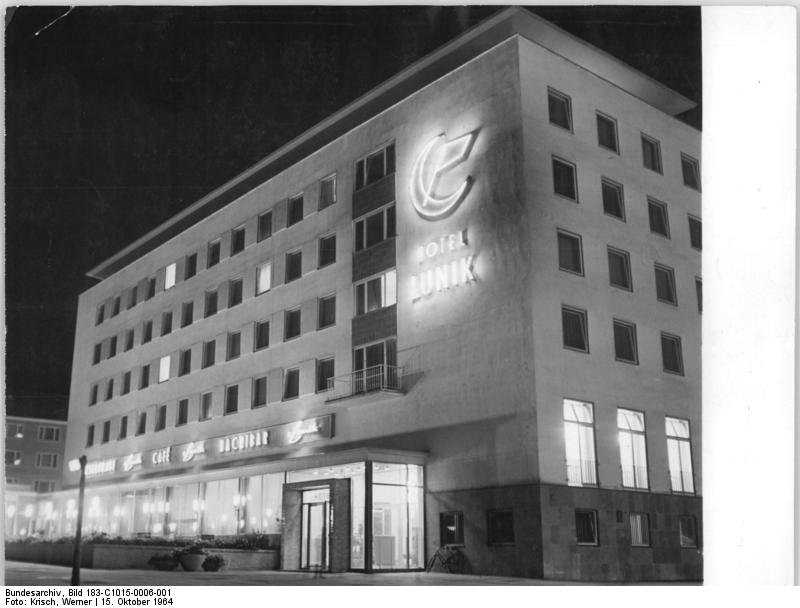
Hotel Lunik bei Nacht, 1964

Der Hotelbetrieb begann als Teilinbetriebnahme des Bettenhauses im April 1963. Das Speiserestaurant eröffnete am 21. Dezember 1963. Die Küche selbst und die Nachtbar nahmen bereits am Vortag den Betrieb auf. Das Hotel wurde Ende 1963 dem HO-Kreisbetrieb Eisenhüttenstadt vom Rat der Stadt übergeben. Erster Leiter des Hotels wurde Fritz Schubert. Bekanntere Hotelgäste in den 1960er Jahren waren die Kosmonautin Walentina Tereschkowa und der Sänger Fred Frohberg.
Langjähriger Leiter des Hotels war ab 1969 Dieter Rufenach. Jährlich gab es etwa 30.000 Übernachtungen, davon gut 25.000 Gäste aus dem Inland und 5.000 aus dem Ausland.
Die Küche wurde viele Jahre durch Erwin Rose geleitet. Zu den Festtagen wurde regelmäßig ein gastronomisches Sonderangebot geboten, zum Teil mit Verkostungen. Auch Tanz- und Ballveranstaltungen fanden statt. Auf der Terrasse fanden im Sommer Grillfeste mit Musik statt.
Vermutlich ab Ende der 1970er Jahre wurde das bisherige Frühstückszimmer im Zwischengeschoss als Intershop genutzt, wovon es in Eisenhüttenstadt letztendlich drei gab.
Noch im Mai 1989 waren das 1. und 2. Obergeschoss des Hotels wegen Instandsetzungsarbeiten geschlossen. Anfang 1990 fanden weitere Renovierungsarbeiten statt. Es entstand der neue Salon Schlaubetal im Bereich des Frühstückszimmers.

## Geschichte seit 1990
Im Mai 1990 wies Hotelleiter Jürgen Tischer Gerüchte über einen Verkauf des Hotels zurück. Das Hotel bleibe Teil einer neuen GmbH als Nachfolger des HO-Betriebs, so Tischer. Bis Anfang 1991 waren die Betten nahezu ausgelastet, während die Besucherzahlen im Speiserestaurant drastisch zurückgingen und es über die Nachmittagsstunden geschlossen wurde.
Zu diesem Zeitpunkt wurde das Hotel zum Verkauf durch die Treuhand ausgeschrieben. Es wurde am 1. Oktober 1991 an die Oswecon GmbH verkauft und trug ab Februar 1992 den Namen City-Hotel.
Das Konzertcafé wurde als erster Teil geschlossen: Bereits ab 11. Juli 1990 firmierte das Café nun als Stadtrestaurant 2. Es schloss zum Jahresende 1991. In den Räumen eröffnete 1992 eine Rossmann-Filiale. Sie zog im Sommer 2001 ins benachbarte Lindenzentrum, später ins Einkaufszentrum CityCenter. Konzertcafé, Küche und Speiserestaurant wurden baulich getrennt und das ursprüngliche gemeinsame Vestibül zugemauert. Teile der bisherigen Küche dienten Rossmann als Warenlager.
Die Nachtbar wurde im Juli 1992 nach Umbauarbeiten als East-Side-Club zunächst wieder eröffnet.
Der Intershop, das ursprüngliche Frühstückszimmer, wurde als Bürofläche für ein Reisebüro umgenutzt.
Das Speiserestaurant firmierte nach einer Renovierung ab Mai 1992 kurzzeitig als Restaurant Schlaubetal.  Am 1. Dezember 1993 wurde dort ein griechisches Spezialitätenrestaurant mit dem Namen Olympia eröffnet. Noch am 12. Oktober 1997 fand eine Livesendung des ORB aus dem Restaurant statt, welches kurz danach schloss.
Ab Juni 1998 wurde das Hotel zwangsverwaltet. Der Insolvenzverwalter setzte die Hotelleitung ab. Ab diesem Zeitpunkt wurden der Konkurs des Hotels und die Entlassung von Mitarbeitern erwartet. Die Lage spitzte sich zum Jahresende 1998 weiter zu.
Der Hotelbetrieb wurde im April 2000 endgültig eingestellt. Im Juni 2001 wurde das Hotel erstmals versteigert und an eine Entwicklungsgesellschaft verkauft, mit dem Ziel aus dem Gebäude ein Pflegeheim zu machen. Das Speiserestaurant sollte dabei in eine Kantine umgewandelt werden. Zudem gab es Überlegungen, den angrenzenden, bis heute nicht fertig bebauten Zentralen Platz als Parkanlage mit einzubeziehen. Parallel bemühten sich engagierte Akteure in der Stadt und Gesellschaft um die Unterschutzstellung des Gebäudes, welche 2002 als Einzeldenkmal erfolgte. Die Entwicklungsgesellschaft ging 2002–2003 insolvent. 2004 und 2005 stellten interessierte Investoren mehrfach Pläne das Gebäude in ein Alten- und Pflegeheim umzuwandeln vor.
Das Lunik sollte am 28. April 2006 abermals zwangsversteigert werden, dies scheiterte zunächst. Im August wurde das Gebäude erstmals durch die Polizei aufgrund der Fassadenschäden abgesperrt. Der Hamburger Unternehmer Ulrich Marseille erwarb das Hotel im September 2006. Er äußerte sich nicht, was aus dem Gebäude werden soll.
Das Hotel wurde 2023 von der städtischen Eisenhüttenstädter Gebäudewirtschaft GmbH zusammen mit den beiden ruinösen Wohnheimen im Stadthafenweg erworben.
Das Gebäude ist 2024 Teil des von der Leipziger Messe in Zusammenarbeit mit der Stiftung Denkmalschutz bundesweit veranstalteten Wettbewerbes Messeakademie für Architekturstudierende. Hierbei sollen mögliche Konzepte zum Erhalt und zur Nutzung des Hotels sowie des angrenzenden, bis heute nicht fertig bebauten, Zentralen Platzes gefunden werden.

## Architektur und Ausstattung

### Baubeschreibung

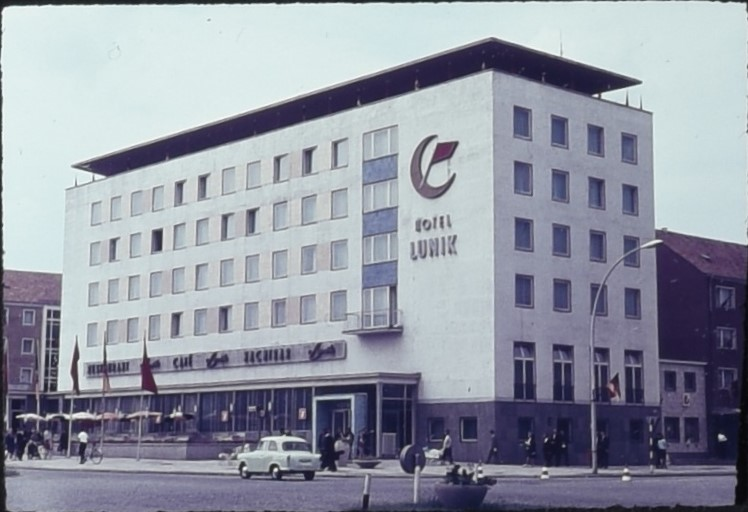
Farbdia von 1965: gut erkennbar die ursprünglichen blauen und gelben Porzellanfliesen an der Fassade

Bei dem Gebäude handelt es sich um einen 23 m hohen siebengeschossigen, vollunterkellerten Stahlbetonskelettbau. Das Dach ist ein Flugdach mit bekiester Bitumendachdeckung. Das Konzertcafé mit dem Küchentrakt ist als eingeschossiger Anbau in traditioneller Mauerwerksbauweise ausgeführt. Die Wärmeversorgung erfolgte über das Fernheiznetz der Stadt. Hinter dem Hotel befindet sich ein dazugehöriger Wirtschaftshof mit Umformerstation. Zum Zwecke der Ausfallsicherheit konnte die Stromversorgung des Hotels zudem auf den Umformer des Textilkaufhauses umgeschaltet werden. Planerisch zum Hotel gehört auch der zweigeschossige Kosmetiksalon in der Lindenallee, welcher als Verbinderbau zwischen dem Hotel und dem benachbarten Wohnblock fungiert.
Der Hotelbetrieb bot 110 Betten. Den Kern des gastronomischen Angebots bildete das Speiserestaurant im Erdgeschoss, welches durch das Frühstückszimmer im Zwischengeschoss, eine Weinstube und das Konzertcafé mit hauseigener Konditorei ergänzt wurde. Ein Vestibül diente als gemeinsamer Eingangsbereich mit Garderobe für Restaurant und Café. Im Kellergeschoss befand sich die Nachtbar Luna, welche sowohl über die Empfangshalle als auch separat von außen zu erreichen war. Das Dachgeschoss verfügte über einen Clubraum, welcher für verschiedene kulturelle Zwecke genutzt wurde. Der Kosmetiksalon war für Hotelgäste direkt vom Erdgeschoss aus zu erreichen.
Das Hotel war teilklimatisiert. Dies war insofern wichtig, da die Fenster im Speiserestaurant und im Konzertcafé nicht geöffnet werden konnten. Das Klimagerät arbeitete als Luft-/Wasser-Anlage und befand sich im Kellergeschoss von wo aus die aufbereitete Luft ins Erdgeschoss und in die Nachtbar geblasen wurde. Für die Verteilung der Luft im Erdgeschoss gab es oberhalb dessen ein kaum sichtbares Technikgeschoss.
Drei Aufzüge sorgten für den Transport von Personen und Lasten: Der Selbstfahrer-Personenaufzug fuhr hinauf bis in das vierte Obergeschoss. Das Dachgeschoss konnte ursprünglich nur über die beiden Treppenhäuser erreicht werden. In den 1990er Jahren wurde der Aufzug erneuert und bis in das Dachgeschoss verlängert. Im Küchen- und Gaststättenteil befanden sich zwei Kleinlastenaufzüge.
Die Fassade war ursprünglich, analog zu den Ladengruppen in der Magistrale, auch mit Porzellanfliesen verkleidet. Witterungsbedingt wurden diese in den 1970er Jahren, wie auch am benachbarten Textilkaufhaus (heutiges Lindenzentrum) entfernt. Gleiches gilt für die ursprünglichen Neonröhrenschriftzüge.

### Innenausstattung

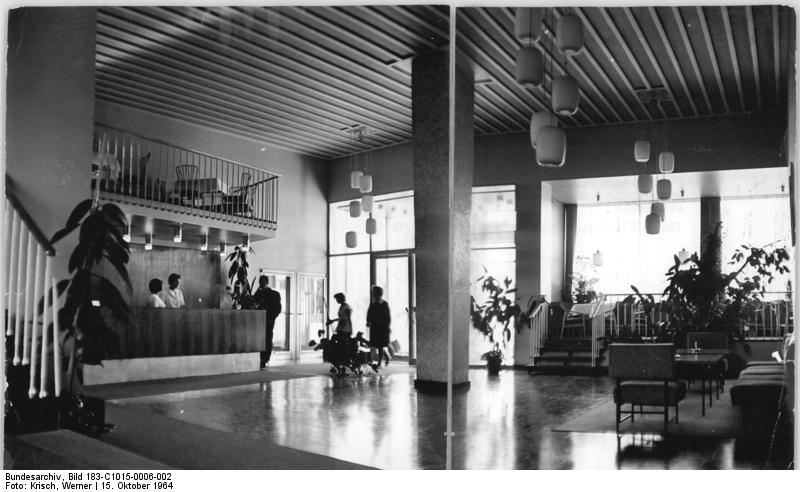
Hotel Lunik, Empfangshalle, 1964

Die ursprüngliche Innenausstattung war zur damaligen Zeit und für DDR-Verhältnisse äußerst hochwertig. So stammte beispielsweise der Entwurf für die Erstausstattung der Sitzmöbel aus Rundstahl im Konzertcafé von Fritz Kühn. Im gesamten Gebäude befand sich eine zentrale Uhrenanlage. Alle Hotelzimmer verfügten über Telefon und Radio. Das Hotel war über eine Nebenstellenanlage im Erdgeschoss mit zwei Amtsleitungen im Selbstwählbetrieb ans städtische Telefonnetz angeschlossen. Zwei hochwertiger ausgestattete Apartments boten zusätzlich Fernsehgeräte. Die Wandvertäfelungen im Erd- und Zwischengeschoss, die Heizkörperverkleidungen und die Einbauschränke waren zum Teil furniert, zum Teil massiv, aus Kirschbaum und Birke. Die Nachtbar wurde mit Nussbaum gestaltet. In der Weinstube kam hell furnierte Esche zur Anwendung. Die Heizkörperabdeckungen selbst wiederum sind aus Marmor. Alle Gesellschaftszimmer (Restaurant, Café, Nachtbar, Weinstube, Frühstückszimmer) verfügten über Parkettböden. Laufwege des Bedienpersonals verfügten über Spannteppiche. In der Empfangshalle und im Treppenhaus lagen Läufer aus Kokos bzw. Bouclé, der Boden selbst und die Treppenstufen sind dort aus Granit. Die Nachtbar und das Konzertcafé waren entsprechend ihrer Nutzung mit Klavierflügeln und separaten Instrumentenschränken ausgestattet.

### Künstlerische Ausgestaltung
In Konzertcafé, Speiserestaurant, Empfangshalle und Nachtbar befinden sich Mosaiksäulen. Im Restaurant gibt es, im einst abtrennbaren Seitenbereich, zwei Ornamentwände aus Glas und Naturstein. Die gleiche Ornamentik kam in der Decke einer Blumenvitrine vor. Diese war, ebenfalls im Restaurant, als Fenster in einer Wand eingelassen. Durch sie konnte vom Vestibül aus in das Restaurant hineingeblickt werden. In der Nachtbar befand sich eine Hinterglasmalerei von Carl Marx, welche seit 1992 als verschollen gilt. Die Empfangshalle wurde Mitte der 1980er Jahre von Hans Otto Lehnert künstlerisch mit der Metallplastik Klanggitter und einem dazugehörigen Treppengeländer, einer Heizkörperverkleidung, Rückwand und drei Kronleuchtern neugestaltet.

## Lunik in der bildenden Kunst
Die Fotografin und Kuratorin Christine Kisorsy dokumentierte mit ihrer Fotoserie Hotel LUNIK - Portraits von Menschen und Räumen 2005 ehemalige Mitarbeiterinnen und Mitarbeiter des Hotels an ihrem früheren Arbeitsplatz. Die 30 Motive umfassende Serie folgt in ihrem Aufbau der Struktur eines Hotels und ist unterteilt nach Arbeitsbereichen: Verwaltung, Rezeption, Küche, Restaurant, Bar, Zimmer. Außen- und Innenaufnahmen des Hotels im nahezu unzerstörtem Zustand ergänzen die Serie. Zum 65. Stadtgeburtstag wurden die Fotos in der gleichnamigen Ausstellung 2015 erstmals im Dokumentationszentrum Alltagskultur der DDR, heute Museum für Utopie und Alltag, in Eisenhüttenstadt gezeigt.
Im Metropolis-Kino in Hamburg wurden ausgewählte Arbeiten aus der Fotoserie „Hotel LUNIK - Portraits von Menschen und Räumen“ als Begleitausstellung zum XII. Cinefest ebenfalls 2015 gezeigt. Im März 2024 kehrte die Ausstellung an den Ort ihrer Entstehung zurück und ist mit freundlicher Unterstützung der Gebäudewirtschaft Eisenhüttenstadt (GeWI), seit 2023 Eigentümerin des Hotels Lunik, in einem temporären Ausstellungsraum unweit des Hotels in der Lindenallee 4 zu sehen.

## Lunik als Filmkulisse
Das leerstehende Gebäude diente 2007 dem gleichnamigen Spielfilm Lunik von Gilbert Beronneau als Kulisse. Der Film feierte am 18. April 2007 im Rahmen des Festivals Achtung Berlin im Kino Babylon seine Premiere. In den Hauptrollen waren Anna Maria Mühe (als Babett Harmann) und Thorsten Merten (als Toni Harmann) zu sehen.